# Аяла (Алава)
Аяла, Аяра (ісп. Ayala, баск. Aiara) — муніципалітет в Іспанії, у складі автономної спільноти Країна Басків, у провінції Алава. Населення — 2763 осіб (2009).
Муніципалітет розташований на відстані близько 300 км на північ від Мадрида, 41 км на північний захід від Віторії.
На території муніципалітету розташовані такі населені пункти: Агіньяга, Аньєс, Костера/Опельйора, Ербі, Ечегоєн, Ісоріа, Лехарсо/Лешарцу, Льянтено, Луяондо, Лухо/Лушо, Мадаріа, Мароньйо, Беотегі, Менагарай, Менойо, Мурга, Олабесар, Осека, Кехана/Кешаа, Респальдіса/Ареспальдіца (адміністративний центр), Ретес-де-Льянтено, Сальмантон, Сохо/Сошо, Суаса/Суаца.

## Демографія
Динаміка населення (INE ):

## Галерея зображень

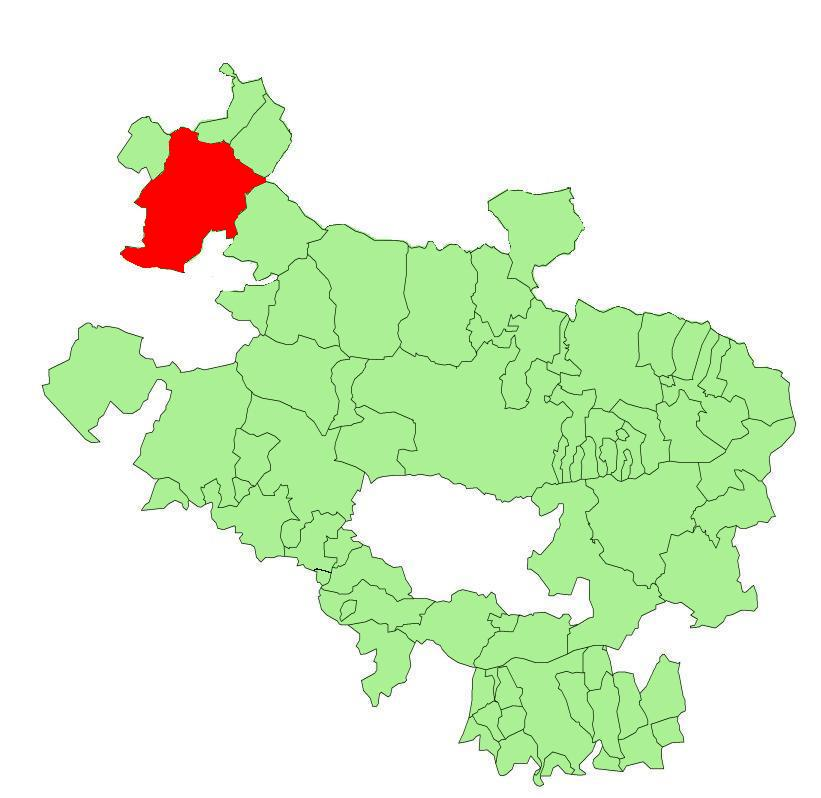
Розташування муніципалітету
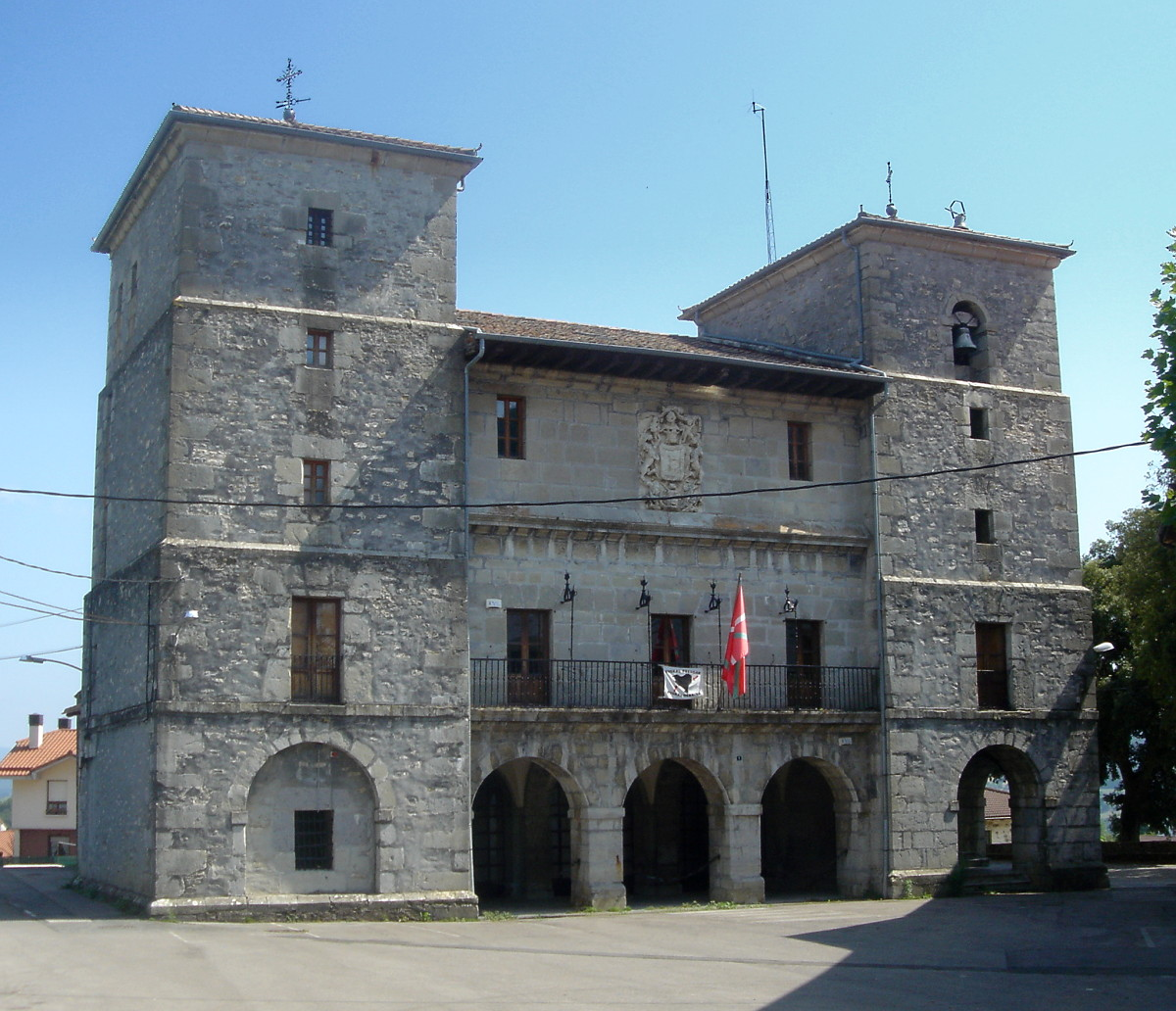
Будинок муніципальної ради у Респальдісі